# Neotominis
Els neotominis (Neotomini) són una tribu de rosegadors de la família dels cricètids. Les espècies d'aquest grup són gairebé exclusivament nocturnes. Viuen a Nord-amèrica i Centreamèrica. El seu registre fòssil es remunta fins al Miocè superior, fa aproximadament 10 Ma. Es tracta d'animals herbívors que, entre altres coses, consumeixen llavors, fruita, glans i cactus.